# Bai Kuke
Bai Kuke est un village du Cameroun situé dans le département de la Meme et la Région du Sud-Ouest. Il fait partie de la commune de Mbonge.

## Population
On y a dénombré 396 habitants en 1953, puis 961 en 1967, principalement des Bai Balong.
Lors du recensement national de 2005, la localité comptait 1 850 habitants.